# Rai Com
Rai Com S.p.A. è la consociata del Gruppo Rai che commercializza i diritti dei contenuti della Rai in Italia e nel mondo. La società nasce nel giugno del 2014. Il presidente attuale di Rai Com è Claudia Mazzola, mentre l'amministratore delegato è Sergio Santo.

## Attività
Rai Com è suddivisa in diverse Direzioni in base ad attività specifiche:
La Rai nel mondo
Rai Com distribuisce i canali della Rai in 174 paesi con oltre 200 partnership. Per l’Europa i canali distribuiti sono Rai 1, Rai 2, Rai 3, Rai 4, Rai 5, Rai Gulp, Rai Yoyo, Rai Movie, Rai Storia, Rai Scuola, Rai News 24, Rai Premium, Rai Sport e Rai Radio 1, Rai Radio 2, Rai Radio 3. I canali distribuiti nel mondo sono invece Rai Italia, Rai World Premium, Rai News 24 e Rai Radio 1.
Mercato internazionale
Con 2.000 titoli, oltre 500 lungometraggi, e più di 4.000 ore di programmazione TV, Rai Com è uno dei maggiori fornitori globali dei broadcaster e delle aziende di distribuzione. Attraverso la sua rete di venditori è presente in oltre 150 paesi, raggiungendo più di 300 aziende del mercato audiovisivo mondiale.
Digitale
L’azienda distribuisce in licenza contenuti cinematografici e televisivi nel mercato dei diritti digitali a pagamento.
Home Video
Rai Com promuove i prodotti di maggior successo realizzati dalla Rai, distribuendoli nelle edicole, nei negozi e sulle piattaforme digitali.
Teche Rai
Rai Com commercializza i diritti degli archivi delle teche: settant’anni di programmazione, immagini, suoni e parole che hanno scandito la storia dell’Italia.
Rai Libri
Rai Libri è il marchio con il quale Rai Com si posiziona sul mercato editoriale, con l’obiettivo di valorizzare e approfondire i contenuti della programmazione radiotelevisiva, ma anche interpretare la missione di servizio pubblico della Rai dando voce ai protagonisti, ai grandi temi, alle nuove tendenze della cultura e della società.
Edizioni e produzioni musicali
Con l’etichetta Edizioni Musicali Rai Com, Rai Com produce, edita e acquisisce i diritti per ogni genere di musica originale, anche volta alla distribuzione sui principali store.
Accordi, bandi e partnership
Rai Com si occupa anche della gestione e della negoziazione di contratti quadro e convenzioni con Enti ed Istituzioni per la realizzazione di piani di comunicazione multimediali nazionali e internazionali e di progetti di comunicazione.
Cartoons On The Bay
L’azienda organizza il festival dedicato alle nuove tendenze del settore dell’animazione.
L’area Beni Culturali di Rai Com è attiva nella valorizzazione e nella promozione nel mondo del patrimonio artistico italiano, l’area Licensing sostiene invece i brand nel loro processo di crescita, con attività di marketing e di sviluppo commerciale, sia B2C sia B2B.

## Loghi

14 gennaio 2015 - 16 gennaio 2018
In uso dal 16 gennaio 2018